# Fender Jazz Bass
Fender Jazz Bass je bas kitara, izdelana leta 1960. Gre za obliko trupa Fender Precision Bassa, ki je prerezan po sredini sestavljen nekoliko z zamikom - asimetrija. Jazz model ima pri glavi ožji vrat, kot Precision. Ima dva J singlecoil magneta, zato ima večje zvokovne možnosti. Izredno univerzalna bas kitara, ki jo uporabljajo glasbeniki najrazličnejših glasbenih zvrsti : heavy metal - Judas Priest,  narodnozabavna glasba - Ansambel bratov Avsenik,  jazz fusion - Jaco Pastorius,  country rock - Poco,  boogie - Thin Lizzy  in  jazz bas kitaristi po vsem svetu. Model, ki je postal nesmrten na teh področjih - kot Precision na področju rock glasbe. Jazz bas kitara je najboljša bas kitara na tem področju. 

## Jazz model bas kitaristi
- John Paul Jones, Led Zeppelin
- Ian Hill, Judas Priest
- Jaco Pastorius, Weather Report - fretless bas kitara
- Marcus Miller
- Noel Redding, Jimi Hendrix
- Larry Graham
- John Entwistle, The Who
- Geddy Lee, Rush
- Flea, Red Hot Chili Peppers
- Paul McCartney
- Leland Sklar